# Kreisgericht Sorau
Das Kreisgericht Sorau war ein preußisches Kreisgericht in der damaligen Provinz Brandenburg mit Sitz in der Stadt Sorau.

## Geschichte
In Bezirk des Kreisgerichts Sorau bestanden bis 1849 das königliche Stadtgericht Sorau sowie viele Patrimonialgerichte.
1849 wurden in Preußen einheitlich Kreisgerichte geschaffen. Hierbei wurde die Patrimonialgerichtsbarkeit abgeschafft und die Patrimonialgerichte wurden aufgehoben. Auch die eingangs genannten Gerichte wurden aufgehoben und es entstand das Königliche Kreisgericht Sorau im Sprengel des Appellationsgerichts Frankfurt a. d. Oder. Es war für den Kreis Sorau und kleine Teile der Kreise Cottbus, Crossen und Gruben zuständig.
Das Gericht war Schwurgericht für die Kreisgerichte Sorau, Crossen und Züllichau. Am Gericht waren 1870 ein Direktor und 16 Kreisrichter eingesetzt. 1870 betrug die Zahl der Gerichtseingesessenen 98.025. Gerichtskommissionen bestanden in Pförten, Sommerfeld und Triebel. Gerichtstage wurden in Christianstadt gehalten.
Im Rahmen der Reichsjustizgesetze wurde das Gerichtswesen in Deutschland 1879 vereinheitlicht. Damit wurde das Kreisgericht Sorau aufgehoben und das königlich preußische Amtsgericht Sorau mit Wirkung zum 1. Oktober 1879 als eines von 10 Amtsgerichten im Bezirk des Landgerichtes Guben als Nachfolger gebildet. Auch die Gerichtskommissionen wurden in Amtsgerichte (Amtsgericht Pförten, Amtsgericht Sommerfeld, Amtsgericht Triebel) umgewandelt.